# Голіней Роман Юрійович
Рома́н Ю́рійович Голіне́й (*21 червня 1974, смт Ланчин) — український поет. Кандидат фізико-математичних наук. Програміст.
Народився 21 червня 1974 р. в смт Ланчин Надвірнянського району Івано-Франківської області.
Закінчив Київський Національний технічний університет (КПІ). Працював науковим співробітником у Інституті фізики напівпровідників ім. В. Є. Лашкарьова в Науково-дослідному інституті «Мікроприлад» Науково-технічного комплексу «Монокристал» НАН України та Інституті Глобального телекомунікаційного простору. Працював в Центрі матеріалознавства. Працює викладачем фізики в університеті «КРОК».
Член літературного об'єднання «Радосинь» при Спілці письменників України з 1999 року. З 2003 по 2007 був головою бюро «Радосині». Член Спілки письменників з 2003 року. Автор збірок поезій «Ілюзії за себе краєм» та «Веселкова грань сльози». Упорядник книги Андрія Лозового «Перевиховання на Колимі». З 2005 по 2008 роки був редактором літературного щоквартальника «Радосинь».